# Marcos Reátegui
Marcos José Reátegui Souza, ou simplesmente Marcos Reátegui (Macapá, 6 de outubro de 1960) é um procurador público, delegado da polícia federal e político brasileiro. Foi deputado federal pelo estado do Amapá, eleito pelo Partido Social Cristão (PSC). É também irmão do ex-deputado estadual Moisés Souza (PSD). Nas eleições de 2018, não conseguiu renovar o mandato de deputado. 

## Carreira
Marcos Reátegui foi funcionário do Banco do Brasil em Macapá entre 1990 e 1997, quando ingressou no Tribunal de Justiça do Estado do Amapá como Assessor Jurídico, cargo que exerceu até 2000. Entre 2003 e 2009 foi Procurador de Estado, sendo que a partir de 2006 exerceu a função de Procurador Geral. A partir de 2009 tornou-se Delegado da Polícia Federal.[carece de fontes?]

## Controvérsias

### Acessos indevidos ao Sistema Cartorário da Polícia Federal
Reátegui foi preso em 28 de novembro de 2013 por ordem do juiz Togo Paulo Penna Ricci, da 4ª Vara Criminal do Amapá, e levado para a sede da Polícia Federal, em Brasília. Documentos mostram que ele foi preso por ter acessado indevidamente arquivos do Sistema Cartorário da Polícia Federal (SISCART), cujo conteúdo não fazia parte de suas atribuições na Superintendência Regional do Departamento da Polícia Federal no Amapá, de acordo com o processo "buscando informações referentes a diversas pessoas físicas e jurídicas, notadamente políticos do Estado do Amapá e a empresa LMS (iniciais de Luciano Marba Silva)". A Polícia Federal afirma que os documentos acessados não seriam objeto de interesse de investigações por parte dele. Reátegui teria subtraído um depoimento colhido por ele, prestado pelo empresário Luciano Marba, suspeito de mandar matar um sócio em fevereiro de 2013. Após análise na documentação recolhida na casa do empresário, o Ministério Público informou que ele havia pago contas pessoais do Deputado Estadual Moisés Souza, irmão do então delegado.
Um laudo pericial solicitado identificou que Marcos Reátegui teve acesso a diversas peças elaboradas por outras autoridades policiais, além de representações por quebras de sigilo. e informações referentes à Operação Mãos Limpas, que envolveu adversários políticos de de Moisés, alvo de investigações na Operação Eclésia, motivo pelo qual suspeita-se que os acessos indevidos ao SISCART muito provavelmente muniram seu irmão de informações privilegiadas. Também foi relatado que Reátegui está sendo investigado pela prática, em tese, dos crimes descritos nos artigos 305 (Destruir, suprimir ou ocultar, em benefício próprio ou de outrem, ou em prejuízo alheio, documento público ou particular verdadeiro...), 319 (Retardar ou deixar de praticar, indevidamente, ato de ofício, ou praticá-lo contra disposição expressa de lei, para satisfazer interesse ou sentimento ...), 313-A (Inserir ou facilitar, o funcionário autorizado, a inserção de dados falsos, alterar ou excluir indevidamente dados corretos nos sistemas informatizados...), e 325, parágrafo 1º, II (se utiliza, indevidamente, do acesso restrito), combinado com o parágrafo 2º (Se da ação ou omissão resulta dano à Administração Pública ou a outrem), do Código Penal, cujas penas máximas, à exceção do crime de prevaricação, são superiores a quatro anos. Em 13 de dezembro o próprio juiz Pena Ricci revogou a prisão de Reátegui, atendendo o pedido da defesa para substituição da prisão pelo afastamento cautelar até a conclusão da investigação.

### Improbidade administrativa
Reategui e Luciano Marba estão relacionados também em outra ação judicial. O Ministério Público do Amapá ingressou, no dia 17 de julho de 2014, com uma ação por improbidade administrativa contra Reátegui e mais quatro acusados de participação em uma transação financeira considerada ilegal entre o Estado e a empresa Sanecir, e que foi aceita pelo juíz Matias Pires Neto, da 4ª Vara Criminal de Macapá. O mesmo magistrado havia rejeitado a denúncia anteriormente alegando falta de clareza nos fatos apresentados pelo MP. O juízo de primeiro grau, considerando que Reátegui passou a exercer o mandato de deputado federal, determinou a remessa dos autos ao Supremo Tribunal Federal, que aceitou a denúncia. O caso tem a ver com o pagamento ilegal de um débito no valor de R$ 3,9 milhões do Governo do Amapá com a empresa, realizado em 2007, na segunda gestão de Waldez Góes.[carece de fontes?]
O MP afirma que, no dia 20 de outubro de 2005, a advogada Edisha Tork, como representante da Sanecir, e Mário Fascio tentaram firmar um acordo extrajudicial com o Governo amapaense, onde os depósitos ocorreriam na conta da própria advogada. No entanto, não tiveram êxito, pois o documento não recebeu a chancela necessária do então procurador-geral do Estado, Rubem Bemerguy, nem de Waldez Góes. Bemerguy disse em depoimento que Marcos Reategui teria lhe procurado para que fosse assinado o acordo. No entanto, no dia 24 de abril de 2006, o acusado assume o cargo de procurador-geral do Estado. À época, segundo o Ministério Público Estadual, Marcos Reátegui, exercendo o cargo de procurador-geral e delegado licenciado da Polícia Federal, teria recebido R$ 467 mil para autorizar o desembolso. A denúncia diz que o dinheiro recebido por Marcos Reátegui é parte do valor concedido pelo Governo à Sanecir. O ex-procurador teria autorizado o pagamento do débito 15 dias após a posse no cargo. A descoberta do dinheiro supostamente recebido por ele aconteceu depois que a Justiça autorizou a quebra de seu sigilo bancário. Consta do Inquérito Policial que serve de suporte à denúncia que, em 2004, os denunciados Mário Antônio Marques Fascio, Keila Michaela Costa Guedes Nascimento Marques Fascio, Antônio Armando Barrau Fascio Terceiro e Ana Margarida Marques Fascio, estes herdeiros/sucessores da Sanecir, após ação de cobrança ajuizada no ano de 1998, em desfavor do Estado do Amapá, obtiveram êxito na lide, e para receber o que lhes era devido (R$ 3.000.000,00), se associaram aos demais denunciados de forma criminosa.[carece de fontes?]v
Para o Ministério Público, para receber o pagamento da dívida a empresa teria de entrar na fila de precatórios, que são débitos adquiridos pelo Estado através de decisão da Justiça. A denúncia aponta que a Sanecir fez um acordo ilegal com o Governo, de forma extrajudicial, a fim de receber o dinheiro, ferindo a legislação federal que regula os pagamentos de precatórios. O ato teria contrariado também a lei estadual de precatórios, que estipula que acordos extrajudiciais de pagamentos de dívidas entre o Estado e o credor podem ser realizados em valores de até R$ 3 mil. Valores acima do estipulado em lei poderiam acontecer somente em caso de autorização do Governador do Estado. Outra fundamentação do MP seria a ligação pessoal de Reátegui com funcionários da Sanecir, entre eles a própria esposa, que, à época, era procuradora da empresa. O acordo extrajudicial, assinado pelo então Secretário de Planejamento Armando Amaral, por Mário Fáscio e pela advogada Keila Michaele, segundo o MP, não teve nenhuma testemunha. E além de ferir a legislação, acabou gerando prejuízos ao erário porque o Estado teria pagado um valor bem maior.[carece de fontes?]
Para os procuradores do MPE, há uma ligação direta entre o esquema envolvendo a empresa Sanecir e a origem da empresa LMS. Em 2007, os empresários Luciano Marba e Mário Antônio Marques Fascio fizeram inserir em escritura pública declaração falsa de um crédito no valor de R$ 2,5 milhões para capitalizar a LMS. O crédito repassado pela Sanecir à LMS era o mesmo já recebido pelo empresário Mário Antônio, ou seja, não existia mais. A declaração falsa de crédito fraudou o processo licitatório da Secretaria de Estado da Educação para contratação de serviços de vigilância, beneficiando a empresa de Marba. A referida escritura pública foi lavrada no cartório do distrito de Anajás, no município de Afuá, interior do Estado do Pará. Desde 2007 a LMS vinha prestando serviços à Secretaria de Educação do Governo do Estado utilizando, de acordo com o Ministério Público, outras práticas criminosas como corrupção de servidores públicos, chantagens e interferência nos processos licitatórios através de ações judiciais. Os envolvidos foram acusados pelos crimes de corrupção ativa, corrupção passiva e lavagem de dinheiro pelo pagamento ilegal de precatórios.[carece de fontes?]
No entanto, em 16 de novembro de 2015 Reátegui foi absolvido pelo juiz federal Anselmo Soares, da 1ª Vara do Amapá, que analisou a ação de improbidade administrativa movida pelo Ministério Público Federal e concluiu pela falta de provas para condenação.

### Compra de votos
O deputado foi alvo de processo no Tribunal Regional Eleitoral do Amapá, juntamente com a Deputada Estadual Mira Rocha, acusados de beneficiamento em um suposto esquema de contratações de pessoal pela prefeitura de Santana para que os servidores admitidos pudessem votar e trabalhar nas campanhas dos respectivos candidatos nas eleições municipais de 2012. Segundo a denúncia, pelo menos seis pessoas foram contratadas para trabalhar no Centro de Juventude, órgão subordinado à prefeitura de Santana. Os recém-contratados, no entanto, teriam que votar e atuar nas campanhas de Mira Rocha e Marcos Reátegui sob as ordens de Robson Rocha, prefeito de Santana e irmão de Mira, e seu pai Rosemiro Rocha. O esquema teria sido montado por Rosemiro e o coordenador do Centro de Juventude, Gilberto Paiva.
A ação de impugnação de mandato contra Mira foi movida pelo suplente Haroldo Abdon, enquanto o Ministério Público Eleitoral processava Reátegui. No entanto, em 2 de dezembro de 2015 o colegiado rejeitou o parecer da relatora, desembargadora Stella Ramos, pela cassação de Mira Rocha, mas manteve a absolvição de Marcos Reátegui. A votação ficou em 5 a 1. Ao contrário da relatora, o colegiado concluiu que não havia provas em nenhum dos casos.

### Atuação parlamentar
Em abril de 2017 votou a favor da Reforma Trabalhista. Em agosto de 2017 não compareceu à votação da denúncia contra Michel Temer, no processo em que se pedia abertura de investigação, e que poderia afastá-lo da presidência da república. A ausência do deputado ajudou a arquivar a denúncia do Ministério Público Federal.